# Trần Chu Phổ
Trần Chu Phổ (chữ Hán: 陳周普; ?-?) là một sử gia Việt Nam sống vào thời nhà Trần.

## Sự nghiệp
Trần Chu Phổ là người xã Đan Nhiệm, huyện Tế Giang (nay thuộc huyện Văn Giang, tỉnh Hưng Yên). Năm Nhâm Thìn 1232 (tức năm Kiến Trung thứ 8), ông đỗ Đệ tam giáp kỳ thi Thái học sinh. Người đỗ đầu kỳ thi này là Lưu Diễm, Trương Hanh. Năm 1251, Trần Chu Phổ được bổ nhiệm làm Sử quan, giữ chức Ngự sử Trung tướng (sau đổi là Trung úy). Về sau, ông làm đến chức Tư đồ, tước Phụ quốc công.
Bộ sách An Nam chí lược của Lê Tắc chép sử quan Trần Phổ (có bản là Trần Tấn) làm sách Việt chí. Trần Phổ (Trần Tấn) được nhiều sử gia cho rằng chính là Trần Chu Phổ. Đồng thời Lê Tắc cũng ghi là Lê Văn Hưu sửa sách Việt chí. Từ đó đặt ra giả thiết Lê Văn Hưu không phải viết sử mà là người tu sửa một bộ sử cũ.

## Việt chí
Học giả Trần Văn Giáp cho rằng Trần Chu Phổ là tác giả của Việt sử lược. Sử gia Liên Xô A. B. Polyakov cho rằng Trần Chu Phổ là người sửa lại một tác phẩm lịch sử trước đó là Sử ký của Đỗ Thiện và đổi tên sách là Việt chí, phần phụ lục do người thời Trần Duệ Tông thêm vào, và từ đó Polyakov kết luận Việt sử lược có trước Đại Việt sử ký của Lê Văn Hưu. Sử gia Liên Xô P. V. Pozner đồng ý với quan điểm của A. B. Polyakov và cho rằng Trần Chu Phổ hoàn thành Việt chí vào khoảng 1233 khi Phật giáo còn thịnh hành, còn Đại Việt sử ký hoàn thành vào năm 1278 khi Nho giáo đã có ảnh hưởng mạnh mẽ.

## Quan hệ với Bảng nhãn Chu Hinh
Văn bia đề danh Tiến sĩ từ khoa Ất Mão (1075) đến khoa Quang Thuận (1469) bảo tồn tại Văn Miếu - Quốc tử Giám cũng đề danh Bảng nhãn Chu Hinh, đỗ khoa thi Bính Tuất 1256, cũng là người xã Đan Nhiệm, huyện Tế Giang. Theo sách Lịch triều đăng khoa lục (Ia-4a), ghi Chu Hinh là anh của Chu Phổ (Thị lang Chu Phổ chi huynh). Vì vậy, theo nhà nghiên cứu Ngô Đức Thọ, đúng tên vị Bảng nhãn này phải là Trần Chu Hinh. Chi tiết này đã được Ngô Đức Thọ bổ sung vào sách Các nhà khoa bản Việt Nam, bản in năm 1993.